# Sylvain Bied
Sylvain Bied, né le 26 février 1965 à Lyon dans le Rhône et mort le 18 février 2011 à Picquigny, est un joueur de football français qui évoluait au poste de gardien de but, avant de devenir ensuite entraîneur.

## Biographie

### Carrière de joueur
En juin 1979, alors licencié au SAL Saint-Priest, Sylvain Bied est finaliste de la Coupe nationale des minimes avec la Ligue du Lyonnais, sur la pelouse du Parc des Princes. Parmi ses coéquipiers, les futurs professionnels Stéphane Paille et Laurent Fournier. Le mois suivant il est appelé en équipe de France scolaires pour un stage de détection à l'INSEP. Il rejoint le Paris Saint-Germain en 1980, sous contrat apprenti. En 1982 il est membre de l'équipe de France junior A2 réserve finaliste du Tournoi de Saint-Malo. La même année il signe un contrat aspirant avec le PSG. Il ne se voit pas proposer de contrat stagiaire en 1983 et quitte le club en 1985.
Sylvain Bied joue ensuite principalement en faveur de l'Entente Melun-Fontainebleau, de l'US Orléans et du Cercle Dijon.
Il dispute au cours de sa carrière un match en Division 1, et 104 matchs en Division 2.

### Carrière d'entraîneur
En mai 2005, après trois sessions de formation et un module d'examens au CTNFS Clairefontaine, il obtient le certificat d'entraîneur spécialiste gardien de but (CEGB).